# Digital Electronic Automation
Digital Electronic Automation (DEA) war einer der weltweit führenden Hersteller von automatisierten Inspektionssystemen, darunter Koordinatenmessmaschinen, Inspektionsroboter und Montageroboter. Das italienische Unternehmen hatte bis ca. 2000 drei Werke in Moncalieri am Stadtrand von Turin: eines für Koordinatenmessgeräte (CMM) und Montageroboter, ein zweites für Montageroboter und -Systeme und ein drittes für die Bearbeitung von Bauteilen.

## Geschichte
DEA wurde 1962 als Privatunternehmen bei dem Mechatronik-Pionier Franco Sartorio gegründet, war später Teil von Raggruppamento Selenia Elsag, das selbst zur staatlichen STET-Gruppe gehörte. DEA wurde jedoch als unabhängiges Unternehmen geführt. In den späten 1970er Jahren trat DEA in das Gebiet der Robotik ein, in dem es international erfolgreich war. 1979 wurde der Pragma A3000-Montageroboter eingeführt, der gegenüber anderen vergleichbaren Systemen einen klaren Vorsprung hatte.
DEA hatte 1980 rund ein Drittel des Weltmarktes für Koordinatenmessmaschinen erobert. Der Erfolg beruhte auf der Qualität des Designs und der überlegenen mechanischen Struktur der Maschinen sowie der Genauigkeit der Messsonden und der breiten Produktpalette. Die beispiellose Erfahrung und die Pionierarbeit auf dem Gebiet der Messmaschinen haben die Position der DEA als Weltmarktführer gesichert.
Mit der Entwicklung des Bravo-Messroboters für die Online-Inspektion im Jahr 1981 führte DEA ein neues Konzept der programmierbaren Messung für die In-Prozess-Steuerung und flexible Fertigungslinien ein. Zwei Fabriken in Italien sowie deutsche, japanische und amerikanische Tochtergesellschaften mit rund 800 Mitarbeitern und ein weltweites Netz von Vertriebs- und Servicevertretern garantieren Hunderten von Kunden in 40 Ländern Unterstützung und Informationen. Der Umsatz des Unternehmens belief sich 1985 auf rund 67 Millionen Dollar, was 1986 auf rund 90 Millionen Dollar stieg.
DEA beschäftigte 1987 an drei Standorten in Italien rund 1100 Mitarbeiter. Darüber hinaus waren 200 Mitarbeiter in verschiedenen Tochtergesellschaften auf der ganzen Welt beschäftigt, darunter die USA, Spanien, Frankreich, Großbritannien und Japan. DEA war zu rund 80 % im Bereich Koordinatenmessgeräte tätig. Davon entfallen rund 15 % auf Inspektionsroboter. Inspektionsroboter haben sich als ideal für flexible Fertigungssysteme sowie für die Herstellung von großen Schweißkonstruktionen wie Karosserien erwiesen.
Nachdem DEA seit dreißig Jahren der führende Hersteller von Koordinatenmessgeräten war, wurde das Unternehmen 1994 Teil der amerikanischen Firma Brown & Sharpe Corporation, die 2001 von der schwedischen Firma Hexagon AB übernommen wurde.

## Produkte
Mit mehr als 70 Modellen bot DEA die weltweit umfassendste Produktpalette hinsichtlich Größe (von 0,1 bis 400 m³), Messmethoden, Automatisierungsgrad und Datenverarbeitung an. DEA hatte ein komplettes Sortiment an manuellen, motorisierten und CNC-Koordinatenmessgeräten, das von kleinen Maschinen bis zu 16 m in der X-Achse reichte. Ein typisches zweiarmiges Bravo-Koordinatenmessgerät kostete etwa $ 440.000.

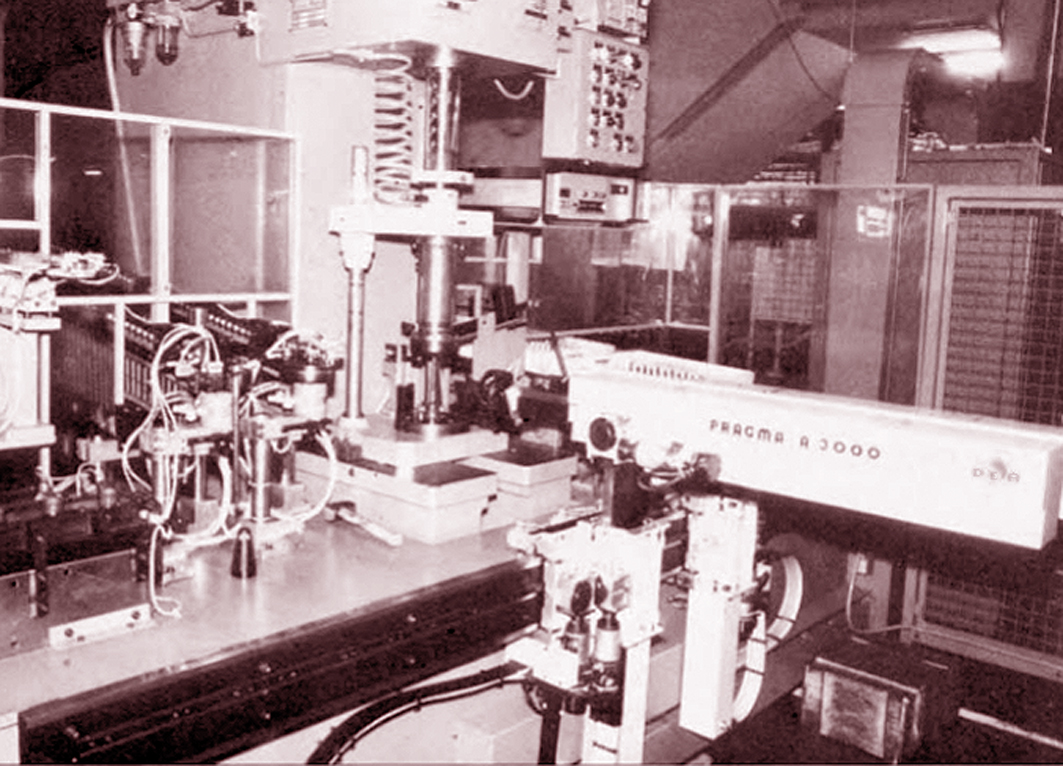
Montageroboter Pragma A3000 (DEA, Italien)

Im Bereich der Robotik bot das Unternehmen verschiedene Ausführungen an. Die erfolgreichste davon war Faber C5000, eine Zylinderkoordinatenmaschine, die für den sicheren und zuverlässigen Betrieb in einer Produktionsumgebung konzipiert wurde. Es war eine Hochgeschwindigkeitsmaschine, die für eine Vielzahl von Aufgaben einschließlich intelligenter Montage und Arbeitsabwicklung bestimmt war. Der Faber C5000-Roboter war modular aufgebaut und bot drei, vier und fünf Achsen, die alle von Gleichstrommotoren mit Resolver-Positionsgebern angetrieben waren. In dreiachsiger Form konnte die Maschine Nutzlasten von bis zu 20 kg bewältigen. Der C5000 war von der  DEA RCS-Robotersteuerung gesteuert, die die Programmierung über einen PC ermöglichte. Darüber hinaus gab es eine Selbstlernfunktion mit manueller Betriebssteuerung über ein Handbediengerät und die Steuerung von Kraft- und Vision-Sensorsystemen sowie den Anschluss an Computersysteme für die Fabrikautomatisierung.
Sehr bekannt waren die Pragma-Roboter aus zwei Generationen (A3000 und H3000). Der H3000 war eine verbesserte Version des Klassikers A3000. Sowohl die Geschwindigkeit des Roboters als auch seine Beschleunigung sind doppelt so hoch wie beim Vorgängermodell gewesen. Die Nutzlast des H3000 hängte von der Anzahl der Achsen ab. In dreiachsiger Form konnte die Maschine mit 10 kg handeln, bei der vierachsigen Maschine sind es 5 kg gewesen.

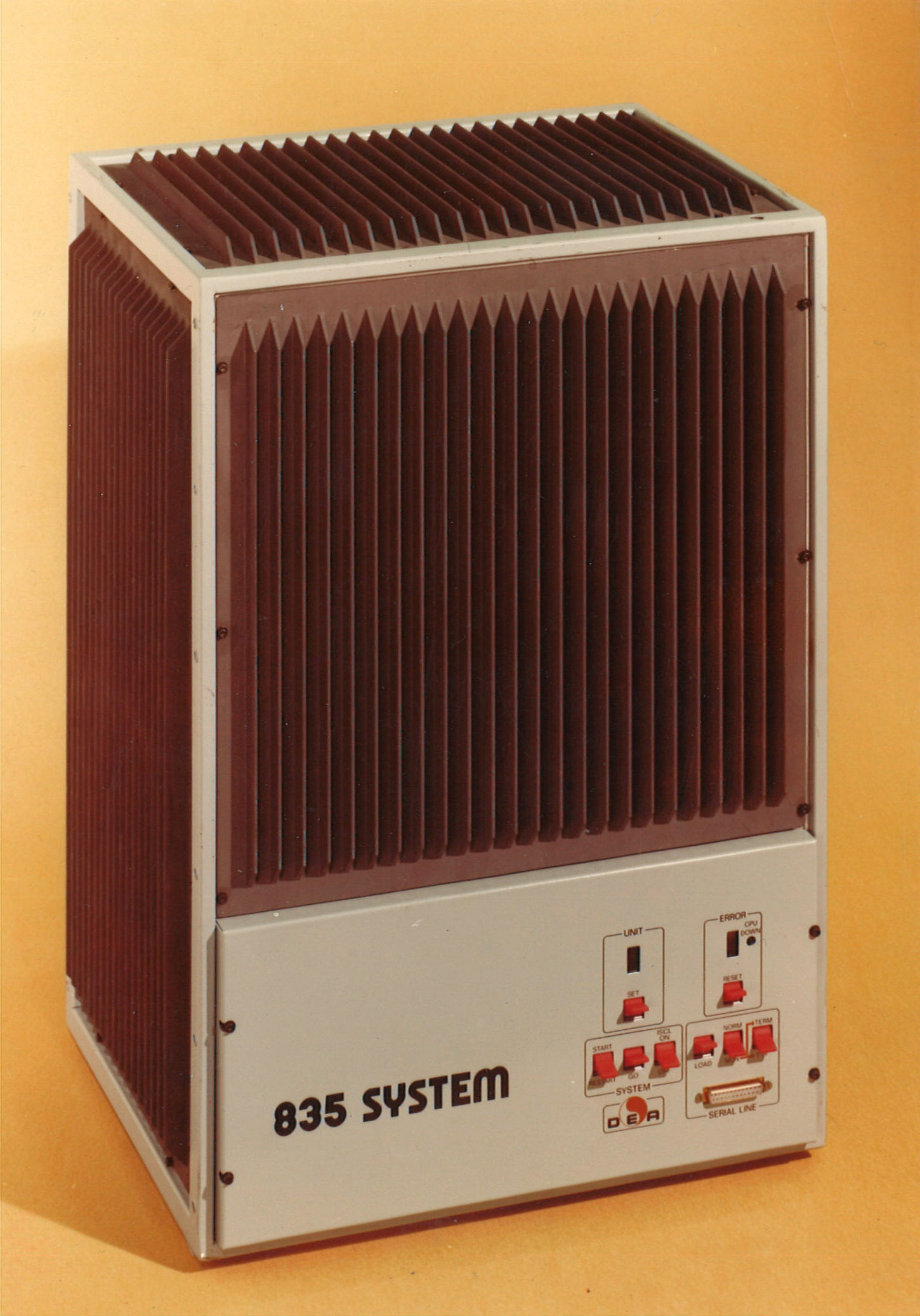
Steuersystem SYSTEM 835 (DEA, Italien, 1980)

DEA hatte zusätzlich den Roboter Faber C1000, den kostengünstigen Montageroboter. Der C1000 war eine weitere Zylinderkoordinatenmaschine mit zwei, drei und vier Achsen – wiederum alle angetrieben von Gleichstrommotoren, die mit Inkrementalgebern ausgestattet waren. Die Maschine war nicht so schnell wie der Faber C5000 und ihre Nutzlast von 3 kg beschränkt ihre Anwendung auf den Transport und die Montage kleiner Teile.
Darüber hinaus produzierte DEA unterschiedliche Steuergeräte, die für die schwere Umgebungsbedingungen konzipiert waren. Unter anderem war das System 835 produziert, das in den voll automatischen Lagersystemen eingesetzt war.